# Dark Passion Play World Tour
Dark Passion Play World Tour fue la cuarta gira mundial de la banda finlandesa de metal sinfónico Nightwish , que duró desde el año 2007 hasta el 2009 para promocionar su sexto álbum de estudio, Dark Passion Play, publicado por Nuclear Blast el 26 de septiembre de 2007, fue la primera gira con Anette Olzon, quien se unió a la banda en 2006, después de la expulsión de Tarja Turunen el 21 de octubre de 2005. Durante esta gira, la banda tocó por primera vez en Israel, China, Hong Kong, Lituania, Luxemburgo, Irlanda, Serbia y Croacia.
El 22 de septiembre de 2007, la banda ofreció un concierto secreto en Rock Café en Tallin, Estonia, haciéndose pasar por una banda de covers de Nightwish llamado "Nachtwasser". Su primer concierto oficial con la nueva cantante fue en Tel Aviv, Israel 6 de octubre de 2007. la gira comenzó de este modo, visitando los Estados Unidos, Canadá, la mayor parte de Europa, Asia y Australia. en 2008, la banda tocó más de 100 conciertos, con fechas en Oceanía , Europa y Asia. En noviembre, la banda tocó en América del Sur, y más tarde se tomó un descanso de tres meses, Nightwish comenzó la tercera etapa en 2009, con fechas en América del Norte y Europa, y también asistió a varios festivales de verano, incluyendo Graspop Metal Meeting y el Masters of Rock. El último show se disputó en Helsinki en el estadio  Hartwall Areena, con una asistencia de 11.000 personas.

## Tour

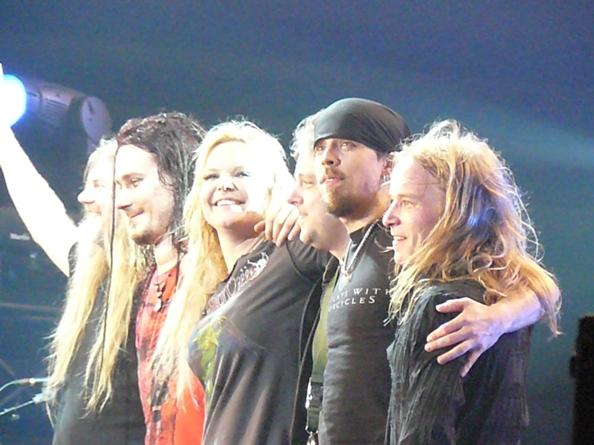
La banda en un concierto en Mantova, Italia, el 30 de marzo de 2009.

El tour comenzó en Tel Aviv, Israel; el 6 de octubre, y es seguido por una gira a través de América del Norte en octubre y noviembre, con el apoyo del grupo Paradise Lost. La banda regresará luego a Finlandia, donde el tour concluirá el 1 de enero de 2008. Más tarde se continuó por América del Norte y entradas para gira escandinava se pusieron disponibles. Los siguientes terrenos corresponen a Australia, en enero. Se podía hablar de primera y última parte del tour, pues acabaron sus fechas en noviembre de 2008, teniendo un descanso de 3 meses, hasta marzo, que continuaron el show acopañados por Pain e Indica.
La gira por el Reino Unido e Irlanda también fue confirmada, con una extensión desde marzo a abril de 2008. Según Holopainen, esta es la gira más larga de la banda, ya que dura alrededor de dos años y medio. Además afirmó que ya tiene las letras de una canción completa para el siguiente álbum, y que tiene algunos títulos y letras sueltas.

### Canciones en el directo
Para acallar con los rumores que decían que Anette nunca será capaz de cantar viejas canciones de Nightwish, el líder de la banda dijo que el tracklist en los conciertos será repartido en partes iguales, con canciones del reciente álbum así como de álbumes antiguos. Él no tiene miedo de que Olzon no sea capaz de realizar las canciones que Turunen cantaba usualmente, ya que ella le demostró su habilidad como, por ejemplo en el tema "Ever Dream". También afirmó que van a tocar grandes éxitos de la banda, tales como "Nemo", "Sleeping Sun" y "Wishmaster", como lo han hecho anteriormente en sus actuaciones. Sin embargo, también ha confirmado que no van a tocar algunas canciones nunca más en directo, como "The Phantom of the Opera" y "Beauty Of The Beast", entre otras, ya que la capacidad vocal de Anette no le permite interpretar estos registros de mezzo-soprano. A medida que ha pasado el tiempo, nuevos temas han sido incluidos y cambiados en el tracklist, como por ejemplo "Dead To The World", "The Siren", "Last Of The Wilds" y "7 Days To The Wolves", alternándolos con algunos que interpretaban al principio del tour, como "Eva" o "Slaying the Dreamer". También han tocado temas muy selectos como "While Your Lips Are Still Red", "Higher than Hope" o tocados solamente alguna vez como "Creek Mary's Blood" (este último debido a la indisponibilidad de John Two-Hawks).
A partir de la segunda parte del tour que comenzaron en marzo de 2009, incluyeron canciones nunca antes tocadas: "Romanticide" y "Escapist". "Ghost Love Score" también se incluyó en el setlist, la cual nunca había sido tocada con la nueva vocalista, al igual que "Dead Boy's Poem" (esta última con cortes nuevos, para ganar más espacio en el setlist de los conciertos, ya que "The Poet and the Pendulum", "Ghost Love Score" y esta, ocuparían mucho tiempo en el show). Igualmente, otras canciones no han sido tocadas aún en vivo, como "For The Heart I Once Had". En los nuevos tracklist incluso llegaron a quitar completamente "Bye Bye Beautiful" como primera canción, siendo "7 Days to the Wolves" la elegida como presentación del grupo en el escenario. Según palabras de Holopainen, "Bye Bye Beautiful" no será tocada nunca más en vivo. Para finalizar su gira, en el último concierto tocaron "Meadows of Heaven", nunca antes tocada en vivo y "Walking in the Air", nunca antes cantada por la nueva vocalista.

## Créditos
- Anette Olzon  - voz femenina
- Tuomas Holopainen  - teclados
- Emppu Vuorinen  - Guitarra
- Jukka Nevalainen  - batería
- Marco Hietala  - bajo y voz masculina

Miembros invitados:
- John Two-Hawks  - voz masculina y flauta
- Troy Donockley  - gaita
- Pekka Kuusisto  - violín

## Lista de canciones

### Total
Oceanborn
- "Sacrament of Wilderness"
- "Walking in the Air"
- "Sleeping Sun

Wishmaster
- "She is My Sin"
- "Come Cover Me"
- "Wishmaster"
- "Dead Boy's Poem"

Century Child
- "Dead to the World"
- "Ever Dream"
- "Slaying the Dreamer"

Once
- "Dark Chest of Wonders"
- "Wish I Had an Angel"
- "Nemo"
- "Creek Mary's Blood"
- "The Siren"
- "Romanticide"
- "Ghost Love Score"
- "Higher Than Hope

Dark Passion Play
- "The Poet and the Pendulum"
- "Bye Bye Beautiful"
- "Amaranth"
- "Cadence of Her Last Breath"
- "Eva"
- "Sahara"
- "Whoever Brings the Night"
- "The Islander"
- "Last of the Wilds"
- "7 Days to the Wolves"
- "Meadows of Heaven"
- "Escapist"
- "While Your Lips Are Still Red"

### Lista de canciones
Lista de canciones en 2007/2008
- "Resurrection" (playback intro)
- "Bye Bye Beautiful"
- "Cadence of Her Last Breath"
- "Dark Chest of Wonders"
- "The Siren"
- "Whoever Brings the Night"
- "Amaranth"
- "The Islander"
- "Sacrament of Wilderness"
- "The Poet and the Pendulum"
- "Ever Dream"
- "Dead to the World"
- "While Your Lips Are Still Red"
- "Sahara"
- "Nemo"
- "7 Days to the Wolves"
- "Wishmaster"
- "Wish I Had an Angel"
- "London" (outro)

Un setlist típico en 2009 consistiría de:
- "Finlandia" (intro)
- "7 Days to the Wolves"
- "Dead to the World"
- "The Siren"
- "Amaranth"
- "Romanticide"
- "Dead Boy's Poem"
- "The Poet and the Pendulum"
- "Nemo"
- "Sahara"
- "The Islander"
- "Escapist"
- "Dark Chest of Wonders"
- "Ghost Love Score"
- "Wish I Had an Angel"

## Concierto con orquesta
Como hicieron igualmente con el álbum Once, la banda ha previsto hacer un gran concierto en Londres con una orquesta en directo, así como con la banda Dream Theater. En una entrevista en diciembre de 2007, Holopainen dijo que lo están planificando y que es algo que realmente quiere, pero que el local que quieren está reservado para los próximos dos años, lo cual lo hace difícil. Se cree que dicho concierto será filmado para un posible DVD.

## Fechas

### En 2007
| Fecha                             | Ciudad              | País           | Teatro                 |
| --------------------------------- | ------------------- | -------------- | ---------------------- |
| Conciertos secretos               |                     |                |                        |
| 22 de septiembre de 2007          | Tallin              | Estonia        | Rock Cafe              |
| 26 de septiembre de 2007          | Helsinki            | Finlandia      | Tavastia Club          |
| 28 de septiembre de 2007          | Hamburgo            | Alemania       | Delphi Club            |
| Medio Oriente                     |                     |                |                        |
| 6 de octubre de 2007              | Tel Aviv            | Israel         | Hangar 11              |
| América del Norte                 |                     |                |                        |
| 15 de octubre de 2007             | Springfield, VA     | Estados Unidos | Jaxx Club              |
| 16 de octubre de 2007             | Filadelfia, PA      | Estados Unidos | Trocadero Theatre      |
| 18 de octubre de 2007             | Nueva York          | Estados Unidos | Nokia Theatre          |
| 20 de octubre de 2007             | Worcester, MA       | Estados Unidos | Palladium              |
| 21 de octubre de 2007             | Montreal, QC        | Canadá         | Metropolis             |
| 23 de octubre de 2007             | Toronto, ON         | Canadá         | Sound Academy          |
| 24 de octubre de 2007             | Cleveland, OH       | Estados Unidos | Peabody's Club         |
| 26 de octubre de 2007             | Detroit, MI         | Estados Unidos | Harpos Concert Theatre |
| 27 de octubre de 2007             | Chicago, IL         | Estados Unidos | House of Blues         |
| 28 de octubre de 2007             | Minneapolis, MN     | Estados Unidos | First Avenue           |
| 31 de octubre de 2007             | Seattle, WA         | Estados Unidos | Showbox                |
| 1 de noviembre de 2007            | Portland, OR        | Estados Unidos | Roseland Theatre       |
| 2 de noviembre de 2007            | San Francisco, CA   | Estados Unidos | Slim's Club            |
| 4 de noviembre de 2007            | Los Ángeles, CA     | Estados Unidos | House of Blues         |
| 6 de noviembre de 2007            | Santa Ana, CA       | Estados Unidos | Galaxy Theatre         |
| 7 de noviembre de 2007            | Phoenix, AZ         | Estados Unidos | Marquee Theatre        |
| 8 de noviembre de 2007            | Albuquerque, NM     | Estados Unidos | Sunshine Theatre       |
| 10 de noviembre de 2007           | San Antonio, TX     | Estados Unidos | White Rabbit Club      |
| 11 de noviembre de 2007           | Dallas, TX          | Estados Unidos | Palladium Ballroom     |
| 12 de noviembre de 2007           | Houston, TX         | Estados Unidos | Meridian Theatre       |
| 14 de noviembre de 2007           | Fort Lauderdale, FL | Estados Unidos | Culture Room           |
| 15 de noviembre de 2007           | Orlando, FL         | Estados Unidos | Firestone Club         |
| 17 de noviembre de 2007           | Atlanta, GA         | Estados Unidos | Masquerade Theatre     |
| Europa                            |                     |                |                        |
| 28 de noviembre de 2007           | Copenhague          | Dinamarca      | KB Hallen              |
| 30 de noviembre de 2007           | Gotemburgo          | Suecia         | Lisebergshallen        |
| 1 de diciembre de 2007            | Oslo                | Noruega        | Sentrum Scene          |
| 2 de diciembre de 2007            | Oslo                | Noruega        | Sentrum Scene          |
| 4 de diciembre de 2007            | Estocolmo           | Suecia         | Arenan                 |
| 5 de diciembre de 2007            | Umeå                | Suecia         | SkyCom Arena           |
| 8 de diciembre de 2007            | Levi                | Finlandia      | Hullu Poro Areena      |
| 9 de diciembre de 2007            | Levi                | Finlandia      | Hullu Poro Areena      |
| 11 de diciembre de 2007           | Oulu                | Finlandia      | Teatria 25             |
| 12 de diciembre de 2007           | Joensuu             | Finlandia      | Areena                 |
| 14 de diciembre de 2007           | Jyväskylä           | Finlandia      | Paviljonki Areena      |
| 15 de diciembre de 2007           | Tampere             | Finlandia      | Ice-Hall               |
| 16 de diciembre de 2007           | Turku               | Finlandia      | Karibia Club           |
| On a Dark Winter's Night Festival |                     |                |                        |
| 28 de diciembre de 2007           | Salzburgo           | Austria        | Arena                  |
| 29 de diciembre de 2007           | Oberhausen          | Alemania       | König-Pilsener-Arena   |

### En 2008
| Fecha                    | Ciudad             | País            | Teatro                      |
| ------------------------ | ------------------ | --------------- | --------------------------- |
| Escandinava              |                    |                 |                             |
| 1 de enero de 2008       | Helsinki           | Finlandia       | Ice-Hall                    |
| Asia                     |                    |                 |                             |
| 17 de enero de 2008      | Osaka              | Japón           | Big Cat Club                |
| 18 de enero de 2008      | Tokio              | Japón           | Ebisu Liquid Hall           |
| 21 de enero de 2008      | Pekín              | China           | MG Live House               |
| 23 de enero de 2008      | Shanghái           | China           | Hongkou Coliseum            |
| 24 de enero de 2008      | Kowloon            | Hong Kong       | HITEC Auditorium            |
| Oceanía                  |                    |                 |                             |
| 27 de enero de 2008      | Perth              | Australia       | Metro Theatre               |
| 29 de febrero de 2008    | Adelaida           | Australia       | HQ Club                     |
| 30 de enero de 2008      | Melbourne          | Australia       | Palais Theatre              |
| 1 de febrero de 2008     | Sídney             | Australia       | Enmore Theatre              |
| 2 de febrero de 2008     | Brisbane           | Australia       | Tivoli Theatre              |
| Europa                   |                    |                 |                             |
| 17 de febrero de 2008    | Vilna              | Lituania        | Siemens Arena               |
| 19 de febrero de 2008    | Cracovia           | Polonia         | Wisla Hall                  |
| 20 de febrero de 2008    | Praga              | República Checa | T-Mobile Arena              |
| 21 de febrero de 2008    | Berlín             | Alemania        | Arena                       |
| 23 de febrero de 2008    | Leipzig            | Alemania        | Arena Leipzig               |
| 24 de febrero de 2008    | Stuttgart          | Alemania        | Hanns-Martin-Schleyer-Halle |
| 25 de febrero de 2008    | Fráncfort del Meno | Alemania        | Jahrhunderthalle            |
| 27 de marzo de 2008      | Bamberg            | Alemania        | Jako Arena                  |
| 28 de marzo de 2008      | Viena              | Austria         | Gasometer                   |
| 29 de marzo de 2008      | Zúrich             | Suiza           | Hallenstadion               |
| 2 de marzo de 2008       | Milán              | Italia          | Palalido Gymnasium          |
| 4 de marzo de 2008       | Liubliana          | Eslovenia       | Tivoli Hall                 |
| 5 de marzo de 2008       | Budapest           | Hungría         | JRC Ice-Hall                |
| 8 de marzo de 2008       | Atenas             | Grecia          | Olympic Fencing Arena       |
| 17 de marzo de 2008      | Hamburgo           | Alemania        | Color Line Arena            |
| 18 de marzo de 2008      | Hanover            | Alemania        | AWD Hall                    |
| 19 de marzo de 2008      | Dortmund           | Alemania        | Westfalenhalle              |
| 21 de marzo de 2008      | Ámsterdam          | Países Bajos    | Heineken Music Hall         |
| 22 de marzo de 2008      | Esch-sur-Alzette   | Luxemburgo      | Rockhal                     |
| 23 de marzo de 2008      | Amberes            | Bélgica         | Lotto Arena                 |
| 25 de marzo de 2008      | Londres            | Reino Unido     | Astoria                     |
| 26 de marzo de 2008      | Londres            | Reino Unido     | Astoria                     |
| 27 de marzo de 2008      | Londres            | Reino Unido     | Astoria                     |
| 29 de marzo de 2008      | Birmingham         | Reino Unido     | O2 Academy                  |
| 30 de marzo de 2008      | Newcastle          | Reino Unido     | O2 Academy                  |
| 31 de marzo de 2008      | Glasgow            | Reino Unido     | O2 Academy                  |
| 2 de abril de 2008       | Belfast            | Irlanda         | Mandela Hall                |
| 3 de abril de 2008       | Dublín             | Irlanda         | Vicar Street                |
| 4 de abril de 2008       | Mánchester         | Reino Unido     | Apollo Theatre              |
| 6 de abril de 2008       | París              | Francia         | Le Zénith                   |
| 7 de abril de 2008       | Estrasburgo        | Francia         | Le Zénith                   |
| 10 de abril de 2008      | Lyon               | Francia         | Halle Tony Garnier          |
| 11 de abril de 2008      | Marsella           | Francia         | Le Dôme                     |
| 12 de abril de 2008      | Toulouse           | Francia         | Le Zénith                   |
| 14 de abril de 2008      | Barcelona          | España          | Razzmatazz 1                |
| 15 de abril de 2008      | Bilbao             | España          | Santana 27                  |
| 16 de abril de 2008      | Madrid             | España          | Palacio de los Deportes     |
| 18 de abril de 2008      | Oporto             | Portugal        | Coliseum                    |
| 19 de mayo de 2008       | Lisboa             | Portugal        | Recreations Coliseum        |
| América del Norte        |                    |                 |                             |
| 2 de mayo de 2008        | México, D.F.       | México          | Vive Cuervo Salón           |
| 3 de mayo de 2008        | México, D.F.       | México          | Vive Cuervo Salón           |
| 7 de mayo de 2008        | Poughkeepsie, NY   | Estados Unidos  | Chance Theatre              |
| 9 de mayo de 2008        | Quebec, QC         | Canadá          | Centre de Foire             |
| 11 de mayo de 2008       | London, ON         | Canadá          | Cowboy's Club               |
| 14 de mayo de 2008       | Winnipeg, MB       | Canadá          | Garrick Centre              |
| 15 de mayo de 2008       | Regina, SK         | Canadá          | Drink Club                  |
| 16 de mayo de 2008       | Edmonton, AB       | Canadá          | Starlite Room               |
| 17 de mayo de 2008       | Calgary, AB        | Canadá          | MacEwan Hall                |
| 19 de mayo de 2008       | Victoria, BC       | Canadá          | Sugar Club                  |
| 20 de mayo de 2008       | Vancouver, BC      | Canadá          | Croatian Cultural Centre    |
| 22 de mayo de 2008       | Orangevale, CA     | United States   | Boardwalk Club              |
| 23 de mayo de 2008       | San Diego, CA      | United States   | House of Blues              |
| 23 de mayo de 2008       | Las Vegas, NV      | United States   | House of Blues              |
| 26 de mayo de 2008       | Denver, CO         | United States   | Ogden Theatre               |
| 27 de mayo de 2008       | Lawrence, KS       | United States   | Granada Theater             |
| 28 de mayo de 2008       | Sauget, IL         | United States   | Pop's Club                  |
| 30 de mayo de 2008       | Louisville, KY     | United States   | Headliner's Music Hall      |
| 31 de mayo de 2008       | Mokena, IL         | United States   | Pearl Room                  |
| Festivales de Verano     |                    |                 |                             |
| 7 de junio de 2008       | Nürburgring        | Alemania        | Rock am Ring                |
| 8 de junio de 2008       | Núremberg          | Alemania        | Rock im Park                |
| 26 de junio de 2008      | Helsinki           | Finland         | Kaisaniemi Park             |
| 28 de junio de 2008      | Gotemburgo         | Suecia          | Metaltown Festival          |
| 4 de julio de 2008       | Turku              | Finlandia       | Ruisrock                    |
| 6 de julio de 2008       | Werchter           | Bélgica         | Rock Werchter               |
| 8 de julio de 2008       | Novi Sad           | Serbia          | Exit Festival               |
| 13 de julio de 2008      | Joensuu            | Finland         | Ilosaarirock                |
| 26 de julio de 2008      | Lorca              | España          | Lorca Festival              |
| 2 de agosto de 2008      | Wacken             | Alemania        | Wacken Open Air             |
| 7 de agosto de 2008      | Skanderborg        | Dinamarca       | Skanderborg Festival        |
| 9 de agosto de 2008      | Tuuri              | Finlandia       | Miljoona Rock               |
| 13 de agosto de 2008     | Colmar             | Francia         | Foire aux Vins              |
| 15 de agosto de 2008     | Gampel             | Suiza           | Gampel Open Air             |
| 16 de agosto de 2008     | Biddinghuizen      | Países Bajos    | Lowlands Festival           |
| 17 de agosto de 2008     | Derby              | Reino Unido     | Bloodstock Open Air         |
| América del Norte 2      |                    |                 |                             |
| 29 de agosto de 2008     | Filadelfia, PA     | Estados Unidos  | Trocadero Theatre           |
| 30 de agosto de 2008     | Worcester, MA      | Estados Unidos  | Palladium                   |
| 1 de septiembre de 2008  | Montreal, QC       | Canadá          | Metropolis                  |
| 2 de septiembre de 2008  | Toronto, ON        | Canadá          | Sound Academy               |
| 4 de septiembre de 2008  | Cleveland, OH      | United States   | Agora Theatre               |
| 5 de septiembre de 2008  | Detroit, MI        | United States   | Harpos Concert Theatre      |
| 6 de septiembre de 2008  | Chicago, IL        | United States   | House of Blues              |
| 9 de septiembre de 2008  | Seattle, WA        | United States   | Showbox                     |
| 10 de septiembre de 2008 | Portland, OR       | United States   | Roseland Tehatre            |
| 12 de septiembre de 2008 | San Francisco, CA  | United States   | Filmore Irving Plaza        |
| 13 de septiembre de 2008 | Los Ángeles, CA    | United States   | Wiltern Theatre             |
| 14 de septiembre de 2008 | Phoenix, AZ        | United States   | Marquee Theatre             |
| 16 de septiembre de 2008 | Dallas, TX         | United States   | Palladium Ballroom          |
| 17 de septiembre de 2008 | Austin, TX         | United States   | La Zona Rosa                |
| 20 de septiembre de 2008 | Nueva Orleans (LA) | United States   | House of Blues              |
| 21 de septiembre de 2008 | St. Petersburg, FL | United States   | Jannus Landing              |
| América Latina           |                    |                 |                             |
| 5 de noviembre de 2008   | Curitiba           | Brasil          | Master Hall                 |
| 7 de noviembre de 2008   | São Paulo          | Brasil          | Via Funchal                 |
| 8 de noviembre de 2008   | São Paulo          | Brasil          | Via Funchal                 |
| 10 de noviembre de 2008  | Belo Horizonte     | Brasil          | Chevrolet Hall              |
| 11 de noviembre de 2008  | Brasilia           | Brasil          | AABB Club                   |
| 13 de noviembre de 2008  | Manaus             | Brasil          | Amadeu Teixeira Arena       |
| 15 de noviembre de 2008  | Fortaleza          | Brasil          | Arena                       |
| 16 de noviembre de 2008  | Recife             | Brasil          | Português Club              |
| 18 de noviembre de 2008  | Vila Velha         | Brasil          | Marista Gymnasium           |
| 19 de noviembre de 2008  | Río de Janeiro     | Brasil          | Circo Voador                |
| 21 de noviembre de 2008  | Buenos Aires       | Argentina       | Obras Arena                 |
| 23 de noviembre de 2008  | Santiago           | Chile           | Caupólican Theatre          |

En 2009

| Dato                     | Ciudad             | País            | Teatro                   |
| ------------------------ | ------------------ | --------------- | ------------------------ |
| Europa                   |                    |                 |                          |
| 11 de marzo de 2009      | Londres            | Reino Unido     | O2 Academy Brixton       |
| 14 de marzo de 2009      | Bruselas           | Bélgica         | Forest National Arena    |
| 15 de marzo de 2009      | Rótterdam          | Países Bajos    | Ahoy Arena               |
| 17 de marzo de 2009      | Colonia            | Alemania        | Palladium                |
| 18 de marzo de 2009      | Lingen             | Alemania        | Emslandhallen            |
| 20 de marzo de 2009      | Karlsruhe          | Alemania        | Europahalle              |
| 21 de marzo de 2009      | Erfurt             | Alemania        | Messehalle               |
| 23 de marzo de 2009      | París              | Francia         | Le Zénith                |
| 24 de marzo de 2009      | París              | Francia         | Le Zénith                |
| 26 de marzo de 2009      | Múnich             | Alemania        | Le Zénith                |
| 28 de marzo de 2009      | Basilea            | Suiza           | St. Jakobshalle Arena    |
| 30 de marzo de 2009      | Mantova            | Italia          | Palabam                  |
| 31 de marzo de 2009      | Pordenone          | Italia          | Palasport                |
| 2 de abril de 2009       | Zagreb             | Croacia         | Cibona Hall              |
| 4 de abril de 2009       | Debrecen           | Hungría         | Fonix Hall               |
| Estados Unidos           |                    |                 |                          |
| 1 de mayo de 2009        | Hartford, CT       | Estados Unidos  | Webster Theater          |
| 2 de mayo de 2009        | Nueva York         | Estados Unidos  | Nokia Theatre            |
| 3 de mayo de 2009        | Allentown, PA      | Estados Unidos  | Crocodile Rock Cafe      |
| 5 de mayo de 2009        | Baltimore, MD      | Estados Unidos  | Sonar Club               |
| 6 de mayo de 2009        | Louisville, KY     | Estados Unidos  | Oasis Club               |
| 8 de mayo de 2009        | Sauget, IL         | Estados Unidos  | Pop's Club               |
| 9 de mayo de 2009        | Oklahoma City, OK  | Estados Unidos  | Diamond Ballroom         |
| 11 de mayo de 2009       | Corpus Christi, TX | Estados Unidos  | Concrete Street Pavilion |
| 12 de mayo de 2009       | Houston, TX        | Estados Unidos  | Warehouse Live           |
| 14 de mayo de 2009       | Atlanta, GA        | Estados Unidos  | Masquerade Theatre       |
| Festivales de Verano     |                    |                 |                          |
| 7 de junio de 2009       | Tampere            | Finlandia       | Sauna Open Air           |
| 12 de junio de 2009      | Interlaken         | Suiza           | Greenfield Festival      |
| 18 de junio de 2009      | Pori               | Finlandia       | RMJ Party Camp           |
| 28 de junio de 2009      | Dessel             | Bélgica         | Graspop Metal Meeting    |
| 3 de julio de 2009       | Tolmin             | Eslovenia       | Metalcamp                |
| 9 de julio de 2009       | Vizovice           | República Checa | Masters of Rock          |
| 11 de julio de 2009      | Kvinesdal          | Noruega         | Kvinesdal Rock Festival  |
| 18 de julio de 2009      | Sibiu              | Romania         | Artmania Festival        |
| 24 de julio de 2009      | Seinäjoki          | Finlandia       | Race & Rock Festival     |
| 8 de agosto de 2009      | Hildesheim         | Alemania        | M'era Luna Festival      |
| Europa 2                 |                    |                 |                          |
| 15 de agosto de 2009     | Savonlinna         | Finlandia       | Olavinlinna Castle       |
| 16 de agosto de 2009     | Savonlinna         | Finlandia       | Olavinlinna Castle       |
| 5 de septiembre de 2009  | Moscú              | Rusia           | Luzhniki Hall            |
| 19 de septiembre de 2009 | Helsinki           | Finlandia       | Hartwall Arena           |

Cancelados
| Dato original            | Ciudad       | País           | Teatro            |  |
| ------------------------ | ------------ | -------------- | ----------------- |  |
|                          |              |                |                   |  |
| 6 de noviembre de 2007   | Anaheim      | Estados Unidos | House of Blues    |  |
| 5 de mayo de 2008        | Sayreville   | Estados Unidos | Starland Ballroom |  |
| 6 de mayo de 2008        | Hartford     | Estados Unidos | Webster Theater   |  |
| 19 de septiembre , 2008  | Houston      | Estados Unidos | Meridian Theatre  |  |
| 23 de septiembre de 2008 | Knoxville    | Estados Unidos | Valarium Club     |  |
| 27 de septembre, 2008    | Nueva York   | Estados Unidos | Nokia Theatre     |  |
| 28 de septiembre de 2008 | Baltimore    | Estados Unidos | Rams Head Live!   |  |
| 29 de septiembre de 2008 | Charlotte    | Estados Unidos | Tremont Hall      |  |
| 11 de octubre de 2008    | Moscú        | Rusia          | Luzhniki Hall     |  |
| 25 de octubre de 2008    | Reikiavik    | Islandia       | Laugardalshöll    |  |
| 4 de noviembre de 2008   | Porto Alegre | Brasil         | Pepsi On Stage    |  |

## Datos
| Teatro                         | Ciudad                | Fecha | Entradas vendidas      | Ingreso bruto (aprox.) |
| ------------------------------ | --------------------- | ----- | ---------------------- | ---------------------- |
| Nokia Theatre                  | Nueva York (EE. UU.)  | 2     | 4,200 / 4,200 (100%)   | $189 000               |
| Metropolis                     | Montreal (Canadá)     | 2     | 4,600 / 4,600 (100%)   | $207 000               |
| House of Blues                 | Chicago, USA          | 2     | 2,600 / 2,600 (100%)   | $106 000               |
| Showbox                        | Seattle, USA          | 2     | 2,200 / 2,200 (100%)   | $99 000                |
| House of Blues/Wiltern Theatre | Los Ángeles (EE. UU.) | 2     | 4,000 / 4,000 (100%)   | $180 000               |
| Lisebergshallen                | Gothenburg, SWE       | 1     | 7,000 / 7,000 (100%)   | €350 000               |
| Sentrum Scenne                 | Oslo, NOR             | 2     | 3,400 / 3,400 (100%)   | €153 000               |
| Teatria 25                     | Oulu, FIN             | 1     | 2,500 / 2,500 (100%)   | €100 000               |
| Areena                         | Joensuu, FIN          | 1     | 9,000 / 9,000 (100%)   | €405 000               |
| Paviljonki Areena              | Jyväskylä, FIN        | 1     | 4,500 / 4,500 (100%)   | €202 500               |
| Ice Hall                       | Tampere, FIN          | 1     | 6,000 / 6,000 (100%)   | €270 000               |
| Ice Hall                       | Helsinki, FIN         | 1     | 7,500 / 7,500 (100%)   | €337 500               |
| T-Mobile Arena                 | Praga, CZE            | 1     | 12,500 / 12,500 (100%) | €562 500               |
| Arena                          | Berlín, GER           | 1     | 7,500 / 7,500 (100%)   | €337 500               |
| Jahrhunderthalle               | Fráncfort, GER        | 1     | 4,800 / 4,800 (100%)   | €216 000               |
| Hallenstadion                  | Zúrich, SWI           | 1     | 13,000 / 13,000 (100%) | €585 000               |
| Palalido Gymnasium             | Milán, ITA            | 1     | 4,500 / 4,500 (100%)   | €202 500               |
| JRC Ice Hall                   | Budapest, HUN         | 1     | 6,000 / 6,000 (100%)   | €270 000               |
| Heineken Music Hall            | Ámsterdam, NLD        | 1     | 5,500 / 5,500 (100%)   | €247 500               |
| Lotto Arena                    | Amberes, BEL          | 1     | 7,000 / 7,000 (100%)   | €315 000               |
| Astoria/O2 Academy Brixton     | Londres, UK           | 4     | 10,921 / 10,921 (100%) | €491 445               |
| O2 Academy                     | Birmingham, UK        | 1     | 3,009 / 3,009 (100%)   | €135 405               |
| O2 Academy                     | Newcastle, UK         | 1     | 2,000 / 2,000 (100%)   | €90 000                |
| O2 Academy                     | Glasgow, UK           | 1     | 2,500 / 2,500 (100%)   | €112 500               |
| Mandela Hall                   | Belfast, UK           | 1     | 900 / 900 (100%)       | €40 500                |
| Vicar Street                   | Dublín, IRL           | 1     | 1,500 / 1,500 (100%)   | €67 500                |
| Apollo Theatre                 | Mánchester, UK        | 1     | 3,500 / 3,500 (100%)   | €157 500               |
| Le Zenith                      | París, FRA            | 2     | 14,000 / 14,000 (100%) | €630 000               |
| Vive Cuervo Salon              | Ciudad de México, MEX | 1     | 3500 / 3500 (100%)     | Mex$157 500            |
| Starlite Room                  | Edmonton, CAN         | 1     | 1,000 / 1,000 (100%)   | $45 000                |
| MacEwan Hall                   | Calgary, CAN          | 1     | 1,800 / 1,800 (100%)   | $81 000                |
| Croation Cultural Centre       | Vancouver, CAN        | 1     | 1,100 / 1,100 (100%)   | $67 500                |
| House of Blues                 | San Diego, USA        | 1     | 1,300 / 1,300 (100%)   | $58 500                |
| Granada Theater                | Lawrence, USA         | 1     | 1,700 / 1,700 (100%)   | $76 500                |
| Hartwall Areena                | Helsinki, FIN         | 1     | 11,000 / 11,000 (100%) | 495 000                |
|                                | TOTAL                 |       | ~178,030 / 178,030     | ~8 011 350             |